# Volksstaat Hessen
Der Volksstaat Hessen (auch Hessen-Darmstadt) war von 1918/19 bis 1945 ein Land des Deutschen Reiches auf dem Gebiet der heutigen Bundesländer Hessen und Rheinland-Pfalz. Er entstand nach der Absetzung des Großherzogs Ernst Ludwig am 9. November 1918 und der Abschaffung der Monarchie. Übereinstimmend mit dem Großherzogtum Hessen, dessen Rechtsnachfolger der Volksstaat Hessen war, bestand der neue Staat aus zwei größeren voneinander getrennten Gebieten in Mittel- und Südhessen (einschließlich Rheinhessens) sowie einer Reihe kleinerer Exklaven.
Der Namenszusatz Volksstaat bezog sich auf die nach dem Ende der Monarchie eingeführte Republik und wurde analog zur Bezeichnung Freistaat verwendet.
Im Zuge der alliierten Rheinlandbesetzung aufgrund des Versailler Vertrages waren etwa 40 Prozent des Staatsgebietes, insbesondere die hauptsächlich linksrheinische Provinz Rheinhessen, aber auch zeitweise Gebiete der Provinz Starkenburg, bis zum 30. Juni 1930 von französischen Truppen besetzt.
Mit dem Gesetz über den Neuaufbau des Reichs vom 30. Januar 1934 bestand das Land nur noch als Rechtssubjekt ohne Staatscharakter fort, behielt aber formal eine Landesregierung.
Nach der deutschen Kapitulation Anfang Mai 1945 wurde das linksrheinische Gebiet des Volksstaats Hessen Teil der französischen Besatzungszone und des am 30. August 1946 gegründeten Landes Rheinland-Pfalz. Das rechtsrheinische Gebiet wurde Teil der US-amerikanischen Zone und ging, zusammen mit den Gebieten der preußischen Provinz Hessen-Nassau, im am 19. September 1945 gegründeten Staat Groß-Hessen auf, der 1946 in Land Hessen umbenannt wurde.

## Verfassung
Nach der Ausrufung der Republik am 9. November 1918 wurde der erste Landtag am 26. Januar 1919 frei gewählt. Das Parlament erließ bereits am 20. Februar eine vorläufige Verfassung um sofort eine Rechtsgrundlage zu haben. Gleichzeitig begannen die Beratungen im Landtag, der als Verfassungsgebende Versammlung diente. Die endgültige Hessische Verfassung wurde am 12. Dezember 1919 veröffentlicht. Die Verfassung wurde dreimal geändert:
- mit Gesetz vom 4. November 1924[3]
- mit Gesetz vom 27. September 1927[4]
- mit Gesetz vom 28. März 1930[5]

## Landesregierung
Siehe hierzu auch Hessische Landesregierung.
- 1918 bis 1919 – Kabinett Ulrich I
- 1919 bis 1927 – Kabinett Ulrich II
- 1927 bis 1928 – Kabinett Ulrich III
- 1928 bis 1933 – Kabinett Adelung
- 1933 bis 1933 – Kabinett Werner

Mit dem „Gleichschaltungsgesetz“ vom 31. März 1933 und dem „Gesetz über den Neuaufbau des Reichs“ vom 30. Januar 1934 wurde die staatliche Souveränität der Länder beendet. Zu Ministerpräsidenten mit eingeschränkten Befugnissen wurden Philipp Wilhelm Jung (1933 bis 1935) und der Gauleiter im Gau Hessen-Nassau Jakob Sprenger (1935 bis 1945) ernannt.
Regierungschef:
Staatspräsident/Ministerpräsident/Führer der Landesregierung:
- 1919 bis 1928 – Carl Ulrich (SPD, Staatspräsident ab 1920)
- 1928 bis 1933 – Bernhard Adelung (SPD, Staatspräsident)
- 1933 bis 1933 – Ferdinand Werner (NSDAP, gewählter Staatspräsident, dann ernannter Ministerpräsident)
- 1933 bis 1935 – Philipp Wilhelm Jung (NSDAP, Ministerpräsident)
- 1935 bis 1945 – Jakob Sprenger (NSDAP, als Reichsstatthalter (seit 1933) gleichzeitig Führer der Landesregierung)

## Verwaltungsgliederung
Nach 1918 übernahm der Volksstaat Hessen die Gliederung des Großherzogtums in die drei Provinzen Starkenburg, Rheinhessen und Oberhessen, die wiederum in insgesamt 18 Landkreise unterteilt waren. Das Staatsgebiet umschloss 8 badische und preußische Enklaven, während 11 hessische Exklaven von badischem Gebiet umschlossen waren.
Die Provinzen wurden 1937 nach der 1936 erfolgten Auflösung der Provinzial- und Kreistage aufgehoben. Das Jahr 1938 brachte eine umfassende Gebietsreform auf Kreisebene. Am 1. November 1938 wurden die Kreise Bensheim, Schotten sowie Oppenheim aufgelöst. Die Gesamtzahl der Kreise verminderte sich somit auf 15. Gleichzeitig wurden die Städte Darmstadt, Gießen, Mainz, Offenbach am Main und Worms als Stadtkreise verselbständigt. Mit Wirkung zum 1. Januar 1939 wurden alle Kreise in Landkreise umbenannt. Diese so geschaffene Kreiseinteilung des Volksstaates hatte bis zum Kriegsende 1945 Bestand.
| - Provinz Oberhessen (Sitz: Gießen) - Stadtkreis Gießen (ab 1938) - Kreis Alsfeld - Kreis Büdingen - Kreis Friedberg - Kreis Gießen - Kreis Lauterbach - Kreis Schotten (bis 1938) | - Provinz Rheinhessen (Sitz: Mainz) - Stadtkreis Mainz (ab 1938) - Stadtkreis Worms (ab 1938) - Kreis Alzey - Kreis Bingen - Kreis Mainz - Kreis Oppenheim (bis 1938) - Kreis Worms | - Provinz Starkenburg (Sitz: Darmstadt) - Stadtkreis Darmstadt (ab 1938) - Stadtkreis Offenbach am Main (ab 1938) - Kreis Erbach - Kreis Darmstadt - Kreis Dieburg - Kreis Groß-Gerau - Kreis Offenbach - Kreis Bensheim (bis 1938) - Kreis Heppenheim (1938 mit dem Kreis Bensheim zum Landkreis Bergstraße zusammengeschlossen) |

## Entwicklung

### Gründung

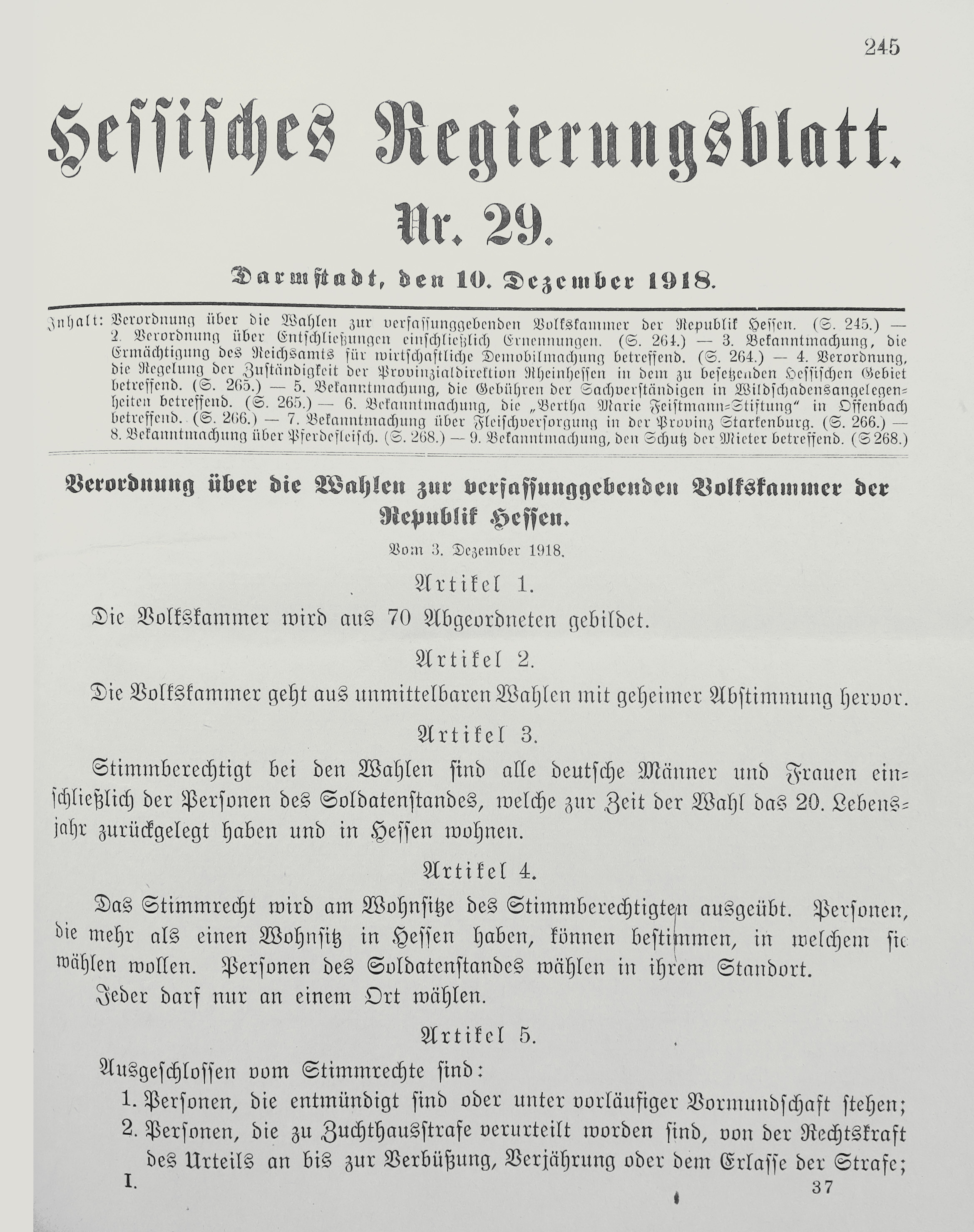
Verordnung zur Wahl einer Verfassunggebenden Versammlung für die Republik Hessen vom 10. Dezember 1918

Am 8. November 1918 kam es in Hessen zu einer Revolte eines Teils der in Darmstadt stationierten Truppen als Teil der Novemberrevolution. Großherzog Ernst Ludwig reagierte darauf mit der Benennung eines Staatsrates, in dem jeweils zwei Vertreter der im Landtag vertretenen Parteien und der Großherzog mit seinen Ministern vertreten waren. In diesem Gremium traten die Linksparteien für eine Abdankung des Großherzogs ein. Der Großherzog lehnte dieses Ansinnen ab, unterstützt durch die nationalliberalen Vertreter im Staatsrat Arthur Osann und Heinrich Köhler.
Daraufhin erklärte der Darmstädter Arbeiter- und Soldatenrat am 9. November 1918 die Absetzung des Großherzogs. Der Arbeiter- und Soldatenrat beauftragte Ulrich mit der Regierungsbildung. Am 14. November wurde die Übergangsregierung aus Carl Ulrich, Heinrich Fulda (SPD), Konrad Henrich (Fortschrittspartei) und Otto von Brentano di Tremezzo (Zentrum) gebildet. Auch wenn die Republik durch den Arbeiter- und Soldatenrat geschaffen wurde, war Carl Ulrich ein entschiedener Anhänger der repräsentativen Demokratie. Am 27. November wies er die Behörden des Landes an, Anordnungen nicht mehr von den Räten, sondern ausschließlich von der Regierung anzunehmen. Gleichzeitig wurden freie Wahlen für den 26. Januar 1919 angesetzt. Am 10. Dezember 1918 wurde die Verordnung über Wahlen zur verfassunggebenden Volkskammer der Republik Hessen vom 3. Dezember 1918 im Hessischen Regierungsblatt veröffentlicht, zugleich die erste dort veröffentlichte Rechtsvorschrift, die von Carl Ulrich gezeichnet ist.

### Gleichschaltung
Der erste Schritt war die Ernennung eines Reichsstatthalters am 5. Mai 1933, womit der Gauleiter im Gau Hessen-Nassau Jakob Sprenger betreut wurde. Im Verlauf des Jahres 1933 verkleinerte Sprenger die Regierung des Volksstaats Hessen durch verschiedene Verordnungen und Personalentscheidungen. Letztere behielt Sprenger sich persönlich vor, auch wenn ihn die Funktion als Reichsstatthalter dazu nicht legitimierte. Bis zum Jahresende hatte er die Zahl der Minister von fünf auf einen Minister und einen Staatssekretär und die der gehobenen Ministerialbeamten von 40 auf neun gesenkt. Alle Ministerien wurden zum  Hessischen Staatsministerium zusammengefasst, dem Ministerpräsidenten der Titel Staatspräsident entzogen.
Zudem setzte Sprenger sich im persönlichen Machtkampf gegen Ministerpräsidenten Ferdinand Werner durch. Werner, obgleich selbst NSDAP-Mitglied, sorgte für ein formal weitgehend korrektes Arbeiten der Landesverwaltung und unterstützte Polizeikommissar Werner Best bei dessen Vorgehen gegen die SA. Vor allem aber wehrte Werner sich gegen die Versuche Sprengers, den Volksstaat mit den anderen Landesteilen im Gau Hessen-Nassau zu verschmelzen. Zur Eskalation kam es, als Sprenger die vier Handelskammern seines Gebiets zusammenlegen wollte. Werner intervenierte bei Adolf Hitler persönlich dagegen, blieb aber letztlich erfolglos. Sprenger drängte den Ministerpräsidenten daraufhin am 20. September 1933 zum Rücktritt und setzte als Nachfolger Philipp Wilhelm Jung ein, der aber nur noch den Titel Staatsminister trug.
Mit dem Gesetz über den Neuaufbau des Reichs vom 30. Januar 1934 wurde der Landtag aufgehoben und die Hoheitsrechte des Volksstaates Hessen wurden auf das Reich übertragen. Die Landesregierung wurde der Reichsregierung unterstellt. Die Reichsregierung erlangte die verfassungsgebende Befugnis für Hessen. Damit endete die Eigenstaatlichkeit des Volksstaates Hessen; das Land bestand nun nur noch als Rechtssubjekt ohne Staatscharakter fort, behielt aber formal eine Landesregierung. Nachdem Sprenger und Jung sich Anfang 1935 überworfen hatten, ernannte Hitler Sprenger am 1. März 1935 nach dem Reichsstatthaltergesetz zum Regierungschef. Nach Sachsen war der Volksstaat Hessen damit das zweite Reichsglied, in dem die NSDAP-Gauleitung komplett die oberste Landesverwaltung ersetzt hatte. Der bisherige stellvertretende Gauleiter Heinrich Reiner wurde Staatssekretär im Kabinett Sprenger ohne weitere Minister.
Mit Wirkung zu 1. April 1937 erließ Sprenger ein Gesetz, das die Provinzen Oberhessen, Rheinhessen und Starkenburg auflöste.

### Nachkriegsentwicklung
Nach der militärischen Besetzung des Volksstaates Hessen durch die Alliierten wurde der Rhein zur Zonengrenze zwischen dem linksrheinischen Rheinhessen in der französischen Besatzungszone, während der rechtsrheinische Hauptteil in der amerikanischen Besatzungszone lag.
Am 14. April 1945 übernahm Ludwig Bergsträsser von der US-Militärregierung den Auftrag, eine überregionale Verwaltung aufzubauen als Vorsitzender (ab 8. Mai 1945 Präsident) einer zu errichtenden „Deutschen Regierung“ mit Sitz in Darmstadt.
Die Befugnisse Bergsträssers wurden bis Anfang August 1945 vollständig auf die früheren Provinzen Starkenburg und Oberhessen des Volksstaates Hessen ausgeweitet und seine Administration in „Deutsche Regierung des Landes Hessen“ umbenannt.
Nach der Proklamation von Groß-Hessen durch die amerikanische Militärregierung am 19. September 1945 wurde die bisherige Darmstädter Deutsche Regierung am 4. November 1945 in Regierungspräsident Hessen, am 21. Januar 1946 schließlich in Regierungspräsident Darmstadt umbenannt. Damit ging der Volksstaat Hessen mit seinen rechtsrheinischen Gebieten als Regierungsbezirk Darmstadt in dem neuen Land auf. Das linksrheinische Rheinhessen wurde 1946 als Regierungsbezirk Rheinhessen ein Teil von Rheinland-Pfalz.

## Wappen
Am 20. Februar 1920 erhielt der Volksstaat Hessen ein neues Staatswappen.
| Wappen des Volksstaats Hessen | Blasonierung: „Auf dem Wappenschild ist der silber-rot gestreifte Löwe auf blauem Feld zu sehen. Darüber sitzt goldenes Laubwerk mit blauen Früchten in Form einer Krone.“                  |
| Wappen des Volksstaats Hessen | Der Entwurf stammt aus der Feder des deutschen Heraldikers Otto Hupp (1859–1949), der auch zahlreiche andere Staatswappen gestaltete, so zum Beispiel das bayerische Staatswappen von 1923. |